# Otto Neururer
Otto Neururer (Piller, 25 marzo 1882 – Buchenwald, 3 giugno 1940) è stato un presbitero austriaco, morto a Buchenwald, vittima del nazismo. È stato beatificato nel 1996.

## Biografia
Otto Neururer nacque a Piller, un piccolo villaggio di montagna nel Tirolo (Austria), nel Comune di Fließ il 25 marzo 1882. Era il dodicesimo figlio del mugnaio Peter Neururer e di sua moglie Hildegard (nata Streng). Concluse le scuole elementari con ottimo successo e, su raccomandazione del suo parroco, nel periodo 1895-1902 venne accolto nel seminario minore di Bressanone. In seguito poté completare la sua formazione religiosa nel seminario maggiore. Il 29 giugno 1907 fu ordinato presbitero.
Subito dopo fu nominato vicario cooperatore, svolgendo tale incarico in sette successive parrocchie del Tirolo del Nord ( (Uderns, Götzens, Fiss, Kappl, Silz/Oberhofen, Hall in Tirol), distinguendosi anche per iniziative caritative come la raccolta fondi dopo l’alluvione del 1908 a Götzens. Per quindici anni, dal 1917 al 1932 fu cooperatore pastorale nella parrocchia di San Giacomo, ora cattedrale di Innsbruck. In quel luogo Neururer fu anche docente di religione in vari istituti cittadini, assistente e fondatore di congregazioni mariane femminili, come la “Maria Hilf” e l’Associazione delle ragazze cattoliche tirolesi (1927). Nel 1932 fu nominato parroco nel paese di Götzens, situato nei dintorni della città. Si dedicò con grande impegno alla cura delle anime e alla direzione spirituale, senza trascurare gli impegni pastorali che derivavano dal suo nuovo incarico.

### Contesto storico sociale
Il 12 marzo 1938, l'Austria fu annessa alla Germania nazista e venne insediato un Governo guidato da Arthur Seyss Inquart. L'Austria fu rinominata Ostmark (Marca orientale) e posta sotto la diretta autorità del Terzo Reich tedesco.
Fu l'inizio di una persecuzione particolarmente brutale della Chiesa Cattolica perché i nazisti incontrarono una forte resistenza alla loro ideologia da parte dei fedeli, in particolare tirolesi. Migliaia di persone furono perseguitate, videro limitati i loro diritti civili, subirono angherie e deportazioni da parte della Gestapo. Tra queste vittime numerosi furono i sacerdoti.
Neururer, era iscritto al Movimento sociale cristiano ed in questo contesto politico-sociale aveva accentuato il suo zelo apostolico.
Nel mese di dicembre 1938, in qualità di parroco e guida spirituale consigliò ad una giovane fedele cattolica, di non sposare un uomo di trent'anni più grande di lei, divorziato e facente parte del partito nazionalsocialista. Tale uomo era un fanatico osservante delle idee razziste di questo partito. Neururer ritenne un dovere cristiano non benedire le nozze con chi praticava atteggiamenti contrari alla morale cattolica.
La ragazza ascoltò il consiglio del suo padre spirituale e rifiutò di sposare l'uomo; questi, in virtù delle sue conoscenze politiche, denunciò il parroco alla polizia segreta, la famigerata Gestapo, per aver impedito un matrimonio tedesco.

### Arresto e deportazione
Il 15 dicembre 1938 Neururer venne arrestato. Il 3 marzo 1939 fu portato dal carcere della Gestapo di Innsbruck nel campo di lavoro di Dachau e da qui il 26 settembre a Buchenwald, presso Weimar.
Nei campi oltre al lavoro forzato, condivise le privazioni e le violenze a cui venivano sottoposti gli internati. Nell'aprile 1940 durante la prigionia a Buchenwald un compagno gli manifestò il desiderio di essere battezzato. Il rigido regolamento del campo proibiva assolutamente qualsiasi atto religioso. Tuttavia, il reverendo Otto Neururer, alla fine di ogni giornata di duro lavoro, iniziava la sua catechesi aiutato da un altro religioso per portare ai detenuti il conforto dell'amore di Dio attraverso i sacramenti.
Istruì nella fede cattolica e battezzò segretamente numerosi prigionieri. Durante la prigionia a Buchenwald, infatti, don Otto accolse la richiesta di un altro prigioniero di essere battezzato, impartendo il sacramento in segreto nonostante il divieto assoluto imposto dal regolamento del campo.
Questo fatto gli procurò la punizione della segregazione nel bunker del campo. Si trattava di un luogo angusto, privo di luce e di aria nel quale venivano rinchiusi i prigionieri senza cibo né acqua. Il 28 maggio 1940 entrambi i sacerdoti vennero condotti nel "bunker", ma da lì non tornarono vivi. La loro morte venne attribuita ad una "acuta debolezza cardiaca". Grazie ad alcuni compagni di prigionia, che erano riusciti a praticare un accesso segreto agli ambienti del bunker, si venne a sapere che Otto Neururer era stato crocifisso a testa in giù e lasciato morire lentamente e dolorosamente, per ordine del sergente maestro Martin Sommer. La morte sopraggiunse dopo 36 ore, il 3 giugno 1940.

## Culto
Nel 1993 venne realizzato nella cripta della chiesa di Maaß un mausoleo per i due sacerdoti martiri originari di Piller.
Il 24 novembre 1996 Otto Neururer viene proclamato beato da Papa Giovanni Paolo II.
Dal Martirologio Romano:
Dal decreto sul martirio: